# Супервиль, Хумберт де
Давид Пьер Хумберт де Супервиль (нидерл. David-Pierre Humbert de Supervielle), прозванный Джоттино (итал. Giottino); 18 июля 1770, Гаага, — 9 января 1849, Лейден) — художник голландского происхождения, в 1789-1800 годах работавший в Риме.
Был дружен с английским мастером рисунка Уильямом Янгом Оттли (1771—1836), а также с Жаном Батистом Викаром. Являлся членом «Академии размышляющих», созданной Феличе Джани в 1790-е. Был сторонником революционных событий в Риме в 1797—1799. Исполнял рисунки с произведений Микеланджело, а также с работ Андреа Пизано, фресок в Кампо Санто в Пизе, с рельефов собора в Орвието, фресок церквей в Ассизи, то есть произведений «примитивов». Его рисунки способствовали увлечению работами «примитивов» в Италии в художественной среде конца XVIII — начала XIX века.
Многие его рисунки погибли в 1799 году, остальные хранятся в галереях Академии Венеции (Штудии складок одежд, Рельеф собора в Орвието). Впоследствии стал директором Кабинета рисунков в Лейдене, автором ряда теоретических работ. В 1826 году вместе с У. Я. Оттли исполнил серию рисунков с произведений флорентийских «примитивов», посвятив её Джону Флаксмену (Series of plates of the most eminent Masters of the Early Florentine School).

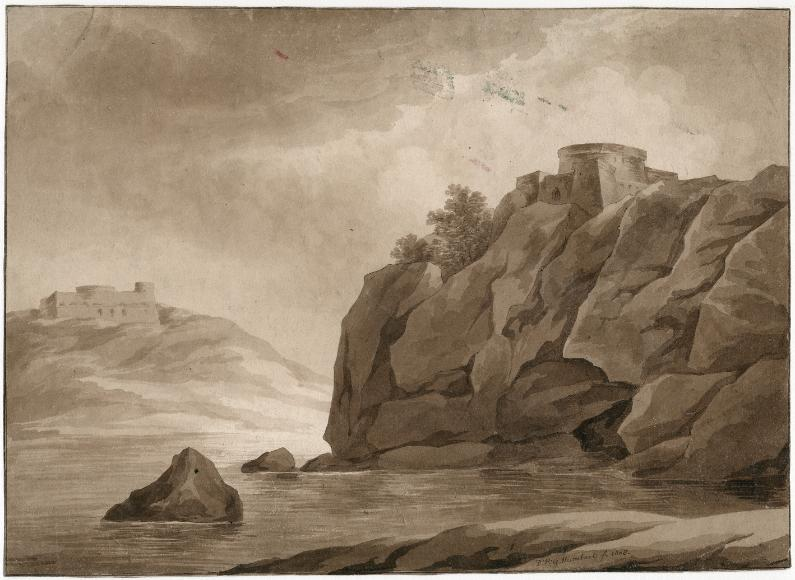
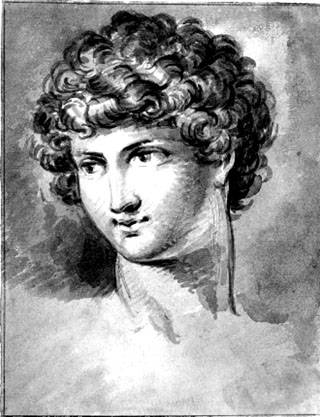
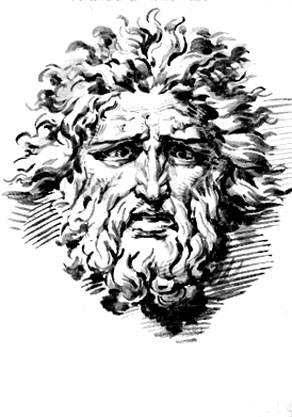
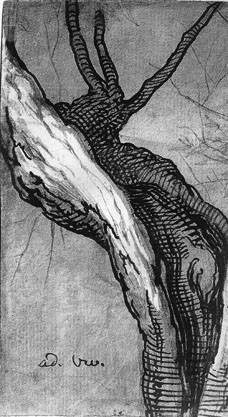
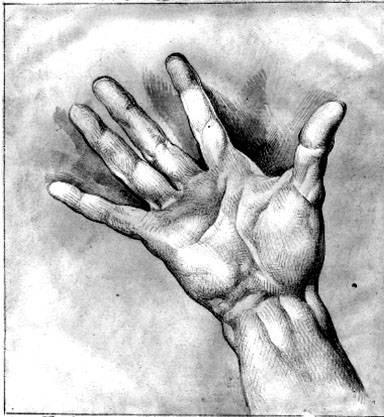